# جامعة الشام الخاصة
جامعة الشام الخاصة هي جامعة سورية خاصة ومقرها مدينة دمشق، أحدثت عام 2011 بموجب المرسوم التشريعي رقم (97) في تاريخ 28 يوليو 2011. ولدى الجامعة فرع في مدينة اللاذقية. تعود ملكية الجامعة إلى وزارة التعليم العالي في الجمهورية العربية السورية . وفي تاريخ 29 سبتمبر 2017 أًصدر مرسوم رئاسي في سورية ينص على أن الشهادات الممنوحة من جامعة الشام الخاصة معادلة للشهادات التي تمنحها الجامعات الحكومية السورية.

## الكليات والأقسام

### الكليات المفتتحة
- كلية الحقوق:
  - قسم القانون الخاص.
  - قسم القانون العام.
- كلية الهندسة
  - هندسة الاتصالات.
  - الهندسة المعلوماتية.
- كلية العلوم الإدارية والمالية.
- كلية العلاقات الدولية والدبلوماسية.
- كلية طب الأسنان.
- كلية الصيدلة.
- كلية الطب البشري.

### الكليات قيد التأسيس
- كلية السياحة.
- كلية الآداب والعلوم الإنسانية.
- كلية التربية.
- كلية الزراعة.
- معهد اللغات (لتخديم الكليات كافة).